# Hüttisheim

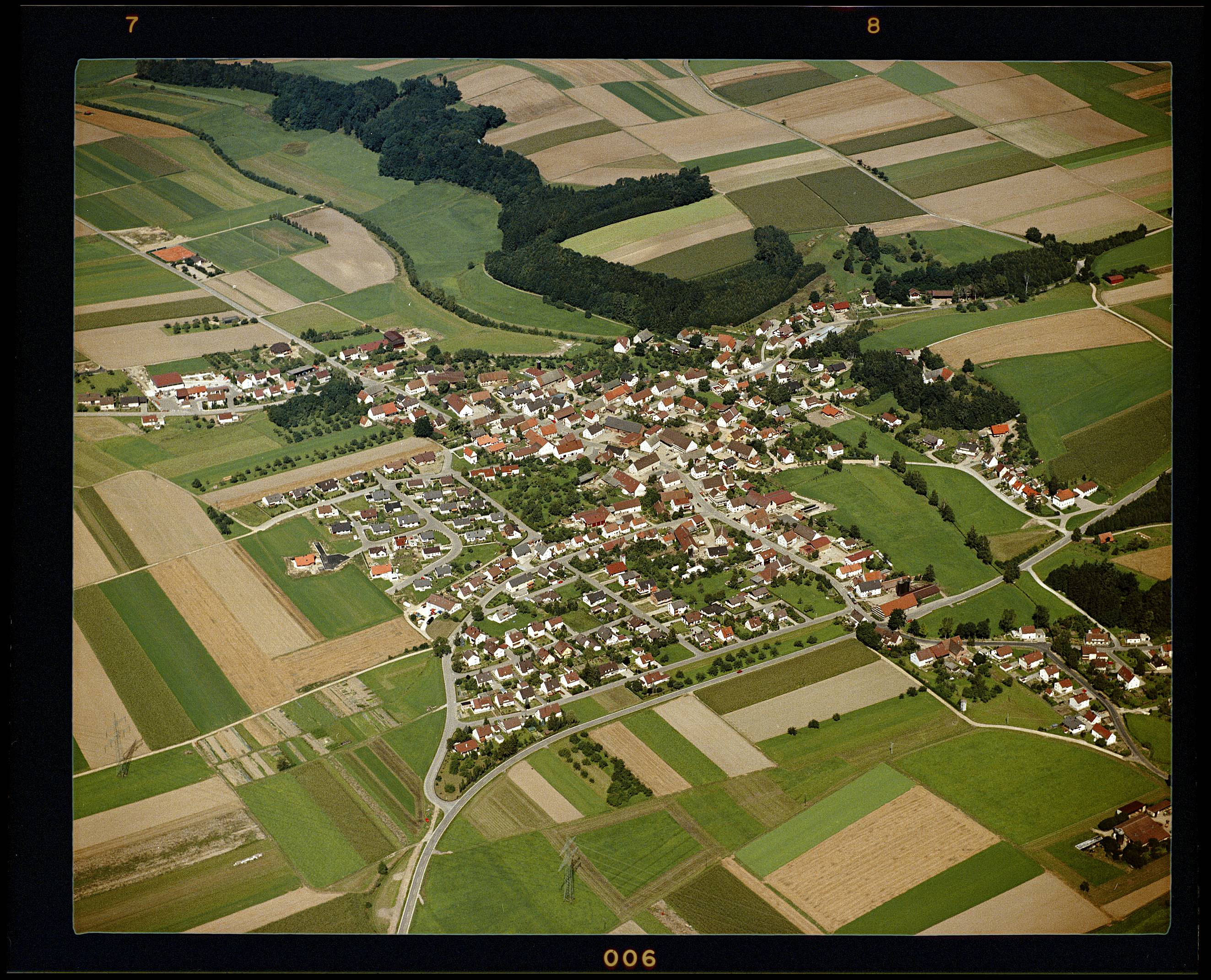
Luftbild von Hüttisheim (1985)

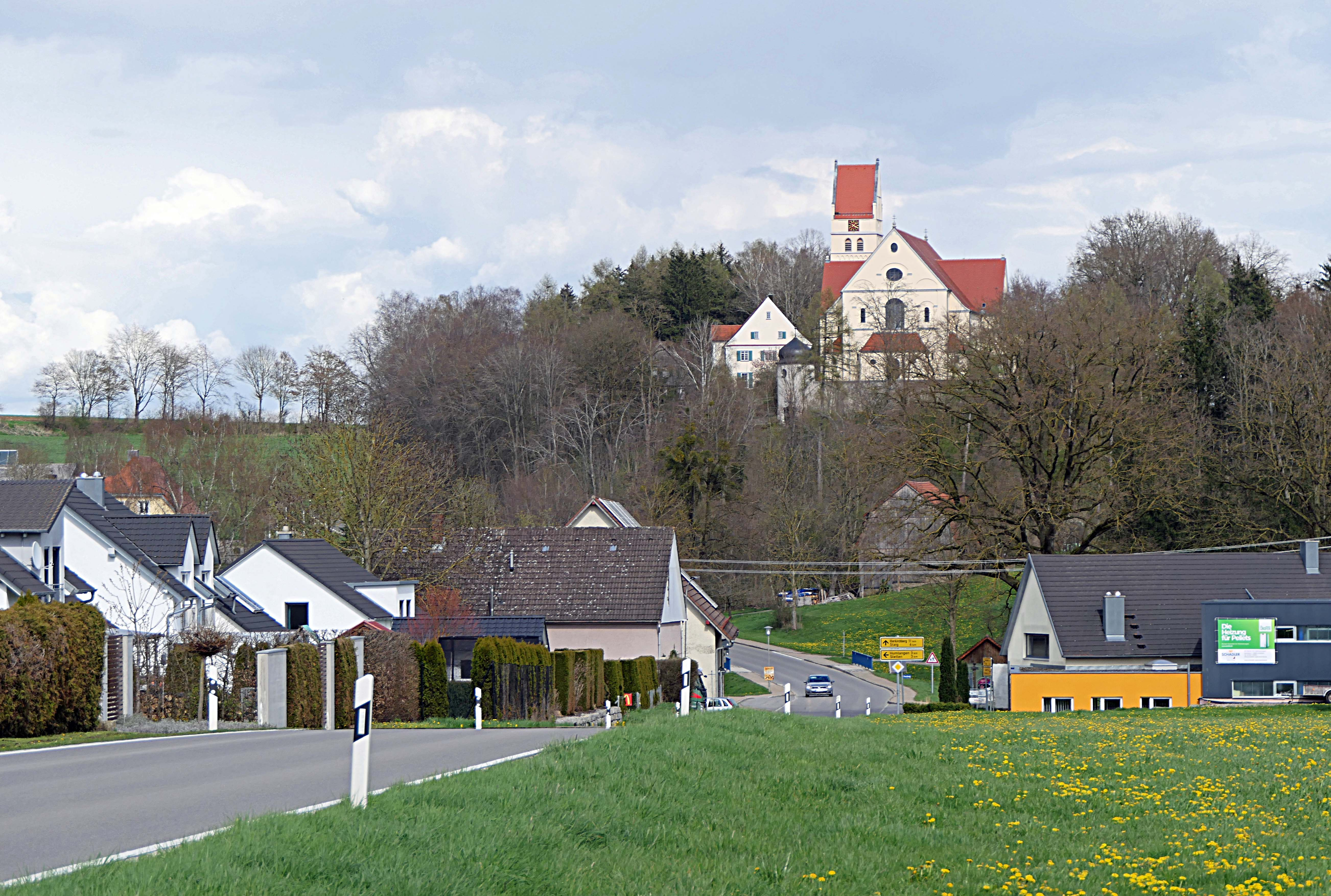
Hüttisheim mit Kirche St. Michael von Westen

Hüttisheim ist eine Gemeinde im Alb-Donau-Kreis in Baden-Württemberg.
Die Gemeinde ist Mitglied des Gemeindeverwaltungsverbands Kirchberg-Weihungstal mit Sitz in Illerkirchberg.

## Geografie

### Lage
Hüttisheim liegt zwischen Donau und Iller etwa 8 km von Laupheim und circa 17 Kilometer südlich von Ulm an der Schmiehe.
Hüttisheim hat einen Teilort: Humlangen.

### Nachbargemeinden
Die Gemeinde grenzt im Norden an die Stadt Ulm, im Osten an Staig und Schnürpflingen im Alb-Donau-Kreis, im Süden an den Stadtteil Bihlafingen der Stadt Laupheim im Landkreis Biberach und im Westen an Achstetten, ebenfalls im Landkreis Biberach, sowie an die Stadt Erbach (Donau) im Alb-Donau-Kreis.

### Schutzgebiete
Zwischen Hüttisheim und Humlangen liegt das Landschaftsschutzgebiet Hüttisheim, in welchem auch die flächenhaften Naturdenkmale Feuchtgebiet im Schmietal und Waldschlucht "Duppmannsloch" liegen.

## Geschichte

### Überblick zur Geschichte im alten Reich
Die erste urkundliche Erwähnung im Jahr 1152 als Hittinishaim stammt von den Mönchen des Klosters Rot an der Rot. Sowohl das Kloster Rot an der Rot als auch das Kloster Wiblingen hatten durch Schenkungen und Käufe Besitz im Dorf. Etwa ab 1450 war das gesamte Dorf dann im Besitz der Benediktinermönche aus Wiblingen, bis das Kloster durch die Säkularisation 1806 aufgelöst wurde. Die hohe Gerichtsbarkeit, die Oberherrschaft also, blieb jedoch bis zum Ende des Heiligen Römischen Reichs bei den Grafen von Kirchberg, den Gründern und Vogtherren des Klosters Wiblingen. Bis heute erinnert der Abtsstab im Wappen der Gemeinde an die rund vierhundert Jahre der Zugehörigkeit zum Kloster.

### Verwaltungsgeschichte
Nachdem Wiblingen 1805 von Truppen der bayerischen Armee besetzt worden war, kam das säkularisierte Kloster und somit auch Hüttisheim im Jahre 1806 ans Königreich Württemberg und wurde dem Oberamt Wiblingen zugeordnet, welches nach 1842 als Oberamt Laupheim in Erscheinung trat. Während der NS-Zeit in Württemberg gelangte Hüttisheim 1938 zum Landkreis Ulm. Nach dem Zweiten Weltkrieg lag der Ort in der Amerikanischen Besatzungszone und somit im 1945 gegründeten Land Württemberg-Baden, das 1952 im jetzigen Bundesland Baden-Württemberg aufging. Seit der Gebietsreform von 1973 ist Hüttisheim Teil des Alb-Donau-Kreises.   

### Religion
Hüttisheim ist überwiegend katholisch geprägt. Die Kirchengemeinde St. Michael gehört zur Seelsorgeeinheit Iller - Weihung im Dekanat Ehingen-Ulm.

## Politik

### Gemeinderat
Die letzte Kommunalwahl (Gemeinderat, Kreisrat) für eine Amtszeit von fünf Jahren war am 25. Mai 2014 und brachte folgendes Ergebnis:
- Ehrlich-Offen-Miteinander: 4 Sitze
- Lebendiges Dorf: 3 Sitze
- Freie Wählervereinigung: 3 Sitze

### Bürgermeister
- 1945–1946: Frau von Borowsky
- 1948–1986: Matthäus Merz (1921–2003)
- 1986–2002: Frieder Ehni
- 2002–2004: Bernd Porter
- 2004–2006: vakant
- 2006–2022: Stefan Gerthofer (CDU)
- seit 2022: Daniel Roth (parteilos)

Seit dem 1. Juni 2022 ist Daniel Roth Bürgermeister. Er wurde am 27. März 2022 im ersten Wahlgang mit 84,1 Prozent der Stimmen gewählt. Mit Roth hat die Gemeinde wieder einen hauptamtlichen Bürgermeister. Er folgte dem Hüttisheimer IT-Geschäftsführer Stefan Gerthofer nach, der von 2006 bis 2022 erster ehrenamtlicher (in Teilzeit nebenberuflicher) Bürgermeister der Gemeinde war. 2022 trat Gerthofer nicht mehr an.

## Kultur und Sehenswürdigkeiten

### Regelmäßige Veranstaltungen
Jährlich spielt die Theatergruppe des Musikvereins Hüttisheim in der Gemeindehalle. Das Gartenfest in Humlangen hat eine lange Tradition und wird ebenfalls vom Musikverein ausgerichtet. Es findet immer an Fronleichnam statt. Seit 2005 findet ein Dorffest statt, bei dem in mehreren Hofstellen des Ortes Aktionen angeboten werden.

## Bildung
- Kindergarten "Kleine Strolche" der Gemeinde Hüttisheim
- Grundschule der Gemeinde Hüttisheim

## Ehrenbürger
- 1986: Matthäus Merz, Altbürgermeister